# Casa Dona Maria

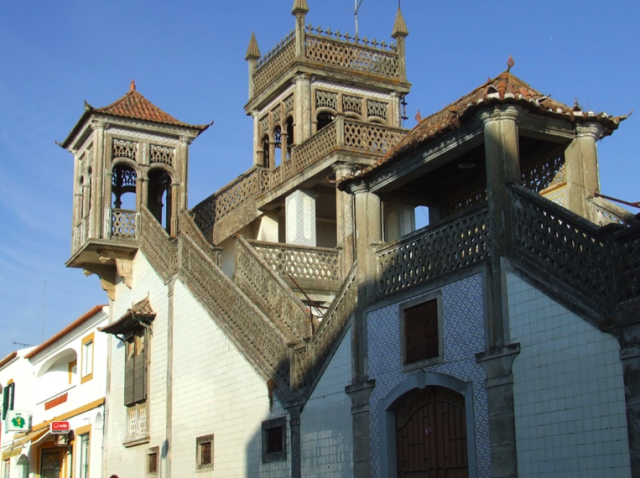
Casa Dona Maria gezien vanaf de Rua Fialho de Almeida

Casa Dona Maria, ook bekend als Palacete Colaço, is een historisch gebouw in de plaats Castro Verde, in de subregio Baixo Alentejo in Portugal.

## Geschiedenis
Casa Dona Maria is een herenhuis aan de Rua Morais Sarmento. Het werd gebouwd in de jaren 1920 door de welgestelde boer Álvaro Romano Colaço, in een periode waarin cement populair werd als bouwmateriaal. Het gebouw wordt beschouwd als een van de meest imposante en opvallende bouwwerken in het historische centrum van Castro Verde dankzij een mix van elementen in verschillende stijlen, zoals neogotisch, neo-islamitisch en neo-manuelstijl. Deze mix van ramen, deuren, torentjes en balkons op verschillende niveaus is vooral zichtbaar aan de achterkant van het gebouw, gezien vanaf Rua Fialho de Almeidais. Opvallend binnen zijn de fonteinen, de glas-in-loodramen, de dakramen en de betonnen elementen met een marmer- of houteffect.
In 2017 verscheen de videoclip Fadinho Alentejano van de fadozanger Ricardo Ribeiro, die gedeeltelijk werd opgenomen in Casa Dona Maria met de medewerking van nazaten van Álvaro Romano Colaço.